# 오현종
오현종은 MBC 드라마본부의 연출 프로듀서이다.

## 작품 활동

### 텔레비전 드라마
| 분류   | 방송사 | 제목                                             | 역할     | 기간            |
| ------ | ------ | ------------------------------------------------ | -------- | --------------- |
| 드라마 | MBC    | 문화방송 주말 특별기획 드라마 《천 번의 입맞춤》 | 연출     | 2011년 ~ 2012년 |
| 드라마 | MBC    | 문화방송 주말드라마 《닥터 진》                  | 연출     | 2012년          |
| 드라마 | MBC    | MBC 수목드라마 《7급 공무원》                    | 연출     | 2013년          |
| 드라마 | MBC    | MBC 수목드라마 《메디컬 탑팀》                   | 연출     | 2013년          |
| 드라마 | MBC    | 드라마 페스티벌 《상놈탈출기》                   | 연출     | 2013년          |
| 드라마 | MBC    | MBC 수목드라마 《개과천선》                      | 공동연출 | 2014년          |
| 드라마 | MBC    | MBC 일일 특별기획 드라마 《딱 너 같은 딸》       | 연출     | 2015년          |
| 드라마 | MBC    | MBC 수목드라마 《역도요정 김복주》               | 연출     | 2016년 ~ 2017년 |
| 드라마 | MBC    | MBC 월화드라마 《투깝스》                        | 연출     | 2017년 ~ 2018년 |
| 드라마 | MBC    | MBC 수목드라마 《그 남자의 기억법》              | 연출     | 2020년          |